# 铸国
铸国，春秋时代位于今山东省的一个小诸侯国。春秋中期前6世纪中叶犹存，后不知所终。 

《吕氏春秋·慎大览》记载了铸国的起源：“武王胜殷，未下舆，命封黄帝之后于铸，封帝尧之后于黎，封帝舜之后于陈；下舆，命封夏氏之后于杞，立成汤之后于宋，以奉桑林。”
值得注意的是，同样是记载周武王封黄帝之后，《礼记·乐记》记载：“武王克殷，反商，未及下车，而封黄帝之后于蓟，封帝尧之后于祝，封帝舜之后于陈；下车，而封夏后氏之后于杞，投殷之后于宋。”而《史记·周本纪》：“武王追思先圣王，乃褒封神农之后于焦，黄帝之后于祝，帝尧之后于蓟，帝舜之后于陈，大禹之后于杞。” 三种记载各有不同。而杨伯峻认为铸与祝两字古音相近而通假。
杨伯峻《春秋左传注·襄公二十三年》提到铸国的传世青铜器有铸公簠，其铭文有“铸公作孟妊车母媵簠”。杨伯峻因此认为此铸国为黄帝后裔妊姓，或写作“任姓”。
在《左传·襄公二十三年》提到鲁国大夫臧宣叔，娶妻于铸国。《左传·昭公二十五年》记载，鲁昭公命令大夫叔孙昭子取道铸回鲁国。
郭沫若《两周金文辞大系考释》称，铸国最终为齐国所灭。不知其依据。

## 君主列表
- 鑄公，西周晚期人，見《叔良父匜》。[2]
- 鑄公，春秋早期人，見《鑄公簠》。[2]
- 鑄侯求，名求，春秋早期人，見《鑄侯求鐘》。[2]
- 鑄子𬍇，見《鑄子無匜》。

## 其他人物
公族
- 鑄叔（《鑄叔鼎》）
- 鑄叔皮父（《鑄叔皮父簠》）
- 鑄子叔黑𦣞，名𦣞，字叔黑，鑄國公族（《鑄子叔黑𦣞鼎》）

女性
- 孟妊車母，鑄公長女（《鑄叔皮父簠》）